# Tomáš Vaclík
Tomáš Vaclík (phát âm tiếng Séc: [ˈtomaːʃ ˈvatsliːk]; sinh ngày 29 tháng 3 năm 1989) là một cầu thủ bóng đá chuyên nghiệp người Séc thi đáu ở vị trí  thủ môn cho câu lạc bộ Hy Lạp Olympiacos và đội tuyển bóng đá quốc gia Cộng hòa Séc.
Vaclík đã đại diện cho nước nhà thi đấu tại Giải bóng đá vô địch U-21 châu Âu 2011 và được chọn vào đội hình tiêu biểu của giải. Anh có trận ra mắt tuyển Cộng hòa Séc vào năm 2012.

## Sự nghiệp cấp câu lạc bộ

### Đầu sự nghiệp và giải vô địch quốc gia Thụy Sĩ
Vaclík khởi nghiệp chơi bóng trong màu áo FC Vítkovice tại Czech 2. Liga, ở đây anh thi đấu 4 mùa giải trước khi chuyển đến Viktoria Žižkov. Žižkov giành quyền thăng hạng lên Czech First League trong mùa giải đầu tiên Vaclík chơi cho câu lạc bộ, thu hút sự quan tâm của một số đội bóng. Tháng 7 năm 2011, Vaclík ký hợp đồng dài 3 năm với câu lạc bộ De Graafschap của Hà Lan, tuy nhiên có thông tin cho biết anh không vượt qua được đợt kiểm tra y tế ở Hà Lan và sẽ quay về Praha.
Vaclík thi đấu cho Žižkov trong nửa đầu Giải bóng đá vô địch quốc gia Séc 2011–12. Tháng 1 năm 2012, khi Žižkov rơi xuống đáy bảng xếp hạng với chỉ 7 điểm sau 16 trận, Vaclík chuyển đến Sparta Prague với mức phí được cho là 8,25 triệu CZK, ký một giao kèo giúp giữ chân anh tại câu lạc bộ đến hết hè 2016.

### Basel
Tháng 5 năm 2014 Vaclík ký hợp đồng với câu lạc bộ FC Basel của giải bóng đá vô địch quốc gia Thụy Sĩ với bản hợp đồng dài 4 năm. Anh có trận ra mắt đội một vào ngày 19 tháng 7 năm 2014 trong trận thắng 2–1 trên sân khách trước Aarau. Mùa giải 2014–15 là một mùa bóng cực kỳ thành công đối với Basel. Đây là chức vô địch quốc gia thứ 6 liên tiếp của họ mùa giải đó và tại Cúp bóng đá Thụy Sĩ 2014–15 họ đã tiến đến trận chung kết. Nhưng ở mùa giải thứ ba liên tiếp, họ lại cán đích ở vị trí á quân bởi thất bại 0–3 trước FC Sion trong trận chung kết. Basel giành quyền dự Champions League ở vòng đấu bảng và lọt vào vòng đấu loại trực tiếp bởi vào ngày 9 tháng 11 năm 2014 họ đã giành được trận hòa 1–1 trên sân Anfield của Liverpool. Nhưng rồi Basel để thua Porto ở vòng 16 đội. Basel thi đấu tổng cộng 65 trận (36 trận ở giải vô địch Thụy Sĩ, 6 trận ở Cúp Thụy Sĩ, 8 trận ở Champions League và 15 trận đá thử). Dưới sự dẫn dăt của Paulo Sousa Vaclík có tổng cộng 51 trận đá, 33 trận tại giải vô địch quốc gia, 8 trận ở Champions League, cũng như 10 trận đá tập.

## Thống kê sự nghiệp

### Câu lạc bộ
Tính đến trận đấu ngày 23 tháng 5 năm 2021
| Câu lạc bộ         | Mùa                | Giải               | Giải    | Giải      | Cúp quốc gia | Cúp quốc gia | Liên lục địa | Liên lục địa | Khác    | Khác      | Tổng cộng | Tổng cộng |
| Câu lạc bộ         | Mùa                | Hạng đấu           | Số trận | Bàn thắng | Số trận      | Bàn thắng    | Số trận      | Bàn thắng    | Số trận | Bàn thắng | Số trận   | Bàn thắng |
| ------------------ | ------------------ | ------------------ | ------- | --------- | ------------ | ------------ | ------------ | ------------ | ------- | --------- | --------- | --------- |
| Vítkovice          | 2006–07            | Czech 2. Liga      | 3       | 0         |              |              | —            | —            | —       | —         | 3         | 0         |
| Vítkovice          | 2007–08            | Czech 2. Liga      | 16      | 0         |              |              | —            | —            | —       | —         | 16        | 0         |
| Vítkovice          | 2008–09            | Czech 2. Liga      | 14      | 0         |              |              | —            | —            | —       | —         | 14        | 0         |
| Vítkovice          | 2009–10            | Czech 2. Liga      | 19      | 0         |              |              | —            | —            | —       | —         | 19        | 0         |
| Vítkovice          | Tổng cộng          | Tổng cộng          | 52      | 0         |              |              | —            | —            | —       | —         | 52        | 0         |
| Viktoria Žižkov    | 2010–11            | Czech 2. Liga      | 24      | 0         | 2            | 0            | —            | —            | —       | —         | 26        | 0         |
| Viktoria Žižkov    | 2011–12            | Czech First League | 16      | 0         | 2            | 0            | —            | —            | —       | —         | 18        | 0         |
| Viktoria Žižkov    | Tổng cộng          | Tổng cộng          | 40      | 0         | 4            | 0            | —            | —            | —       | —         | 44        | 0         |
| Sparta Prague      | 2011–12            | Czech First League | 11      | 0         | 5            | 0            | —            | —            | —       | —         | 16        | 0         |
| Sparta Prague      | 2012–13            | Czech First League | 30      | 0         | 0            | 0            | 11           | 0            | —       | —         | 41        | 0         |
| Sparta Prague      | 2013–14            | Czech First League | 30      | 0         | 5            | 0            | 2            | 0            | —       | —         | 37        | 0         |
| Sparta Prague      | Tổng cộng          | Tổng cộng          | 71      | 0         | 10           | 0            | 13           | 0            | —       | —         | 94        | 0         |
| Basel              | 2014–15            | Swiss Super League | 32      | 0         | 0            | 0            | 8            | 0            | —       | —         | 40        | 0         |
| Basel              | 2015–16            | Swiss Super League | 30      | 0         | 0            | 0            | 11           | 0            | —       | —         | 41        | 0         |
| Basel              | 2016–17            | Swiss Super League | 34      | 0         | 3            | 0            | 6            | 0            | —       | —         | 43        | 0         |
| Basel              | 2017–18            | Swiss Super League | 36      | 0         | 1            | 0            | 8            | 0            | —       | —         | 45        | 0         |
| Basel              | Tổng cộng          | Tổng cộng          | 132     | 0         | 4            | 0            | 33           | 0            | —       | —         | 169       | 0         |
| Sevilla            | 2018–19            | La Liga            | 33      | 0         | 0            | 0            | 15           | 0            | 1       | 0         | 49        | 0         |
| Sevilla            | 2019–20            | La Liga            | 33      | 0         | 2            | 0            | 2            | 0            | —       | —         | 37        | 0         |
| Sevilla            | 2020–21            | La Liga            | 5       | 0         | 1            | 0            | 2            | 0            | 0       | 0         | 8         | 0         |
| Sevilla            | Tổng cộng          | Tổng cộng          | 71      | 0         | 3            | 0            | 19           | 0            | 1       | 0         | 94        | 0         |
| Tổng kết sự nghiệp | Tổng kết sự nghiệp | Tổng kết sự nghiệp | 365     | 0         | 21           | 0            | 65           | 0            | 1       | 0         | 452       | 0         |

1. ↑  bao gồm Cúp bóng đá Séc, Cúp bóng đá Thụy Sĩ and Copa del Rey
2. 1 2 3 4  Số trận đá tại UEFA Europa League
3. 1 2 3 4  Số trận ra sân tại UEFA Champions League
4. ↑  4 trận đá tại UEFA Champions League, 7 trận đá tại UEFA Europa League
5. ↑  số trận ra sân tại Supercopa de España

### Cấp đội tuyển
Tính đến trận đấu ngày 16 tháng 11 năm 2021
| Tuyển quốc gia | Năm       | Số trận | Số bàn thắng |
| -------------- | --------- | ------- | ------------ |
| Cộng hòa Séc   | 2012      | 1       | 0            |
| Cộng hòa Séc   | 2013      | 0       | 0            |
| Cộng hòa Séc   | 2014      | 1       | 0            |
| Cộng hòa Séc   | 2015      | 3       | 0            |
| Cộng hòa Séc   | 2016      | 6       | 0            |
| Cộng hòa Séc   | 2017      | 7       | 0            |
| Cộng hòa Séc   | 2018      | 5       | 0            |
| Cộng hòa Séc   | 2019      | 6       | 0            |
| Cộng hòa Séc   | 2020      | 5       | 0            |
| Cộng hòa Séc   | 2021      | 14      | 0            |
| Tổng cộng      | Tổng cộng | 48      | 0            |

## Danh hiệu
Basel
- Giảivô địch quốc gia Thụy Sĩ: 2014–15, 2015–16, 2016–17
- Cúp bóng đá Thụy Sĩ: 2016–17,[11] á quân: 2014–15

Sevilla
- UEFA Europa League: 2019–20[12]
- Á quân Siêu cúp châu Âu: 2020

Tuyển quốc gia
- Huy chương đồng China Cup: 2018[13]
- Huy chương đồng Giải bóng đá vô địch U-21 châu Âu: 2011[14]

Cá nhân
- Giải bóng đá vô địch U-21 châu Âu: Đội hình tiêu biểu của giải 2011
- Cầu thủ La Liga của tháng: tháng 11 năm 2018[15]
- Cầu thủ bóng đá Séc của năm: 2018[16]
- Quả bóng vàng (Cộng hòa Séc): 2019[17]